# Волгоградський проспект (станція метро)
«Волгоградський проспект» (рос. Волгоградский проспект) — станція Тагансько-Краснопресненської лінії Московського метрополітену. Розташована між станціями «Пролетарська» і «Текстильщики», на території Южнопортового району, Південно-Східного адміністративного округу, Москва

## Історія
Станція відкрита 31 грудня 1966 у складі черги «Вихіно» — «Таганська» (Жданівський радіус). Названа за однойменним проспектом.

## Вестибюлі і пересадки
Вихід у місто здійснюється через два підземні переходи на Волгоградський проспект.

### Пересадки
- Станція МЦК  Угрешська
- Автобуси: 161, 386, c799, т27, н5, П46

## Технічна характеристика
Конструкція станції — колонна трипрогінна мілкого закладення із зменшеною шириною центрального прольоту (глибина закладення — 8 метрів), споруджена за типовим проектом зі збірних конструкцій. На станції два ряди колон по 40 штук з кроком 4 метри (проліт між рядами колон зменшений). 

## Оздоблення
Підлогу викладено сірим гранітом. Колони оздоблено білим мармуром. Колійні стіни викладені білою глазурованою керамічною плиткою і прикрашені металевими панно на тему Сталінградської битви 1943 року (автор — Є. М. Ладигін).

## Колійний розвиток і перегони між станціями
Перегін «Волгоградський проспект» — «Текстильщики» (довжина — 3,5 км) — другий за довжиною у Московському метро. Частина цього перегону знаходиться на поверхні. На відкритій дільниці розташований тупик для відстою потягів і з'їзд між коліями.